# ライアン・サンダース
ライアン・サンダース（Ryan Philip Saunders、1986年4月28日 - ）はアメリカ合衆国ミネソタ州メディナ出身のプロバスケットボール指導者。NBAのミネソタ・ティンバーウルブズなどでヘッドコーチを務めた。父はフリップ・ソーンダーズ。

## 経歴

### コーチ
学士号を取得して大学のバスケットボール生活を終えた後、サンダースはアプライドキネシオロジーの修士号を取得しながら、2008-09シーズンに当時ヘッドコーチだったタビー・スミスが指揮していた大学院のマネージャーを務めた。
2009年以降はNBAでコーチを始めることにし、父の元でワシントン・ウィザーズのアシスタントコーチになった。その後、2014年から再び父の元でミネソタ・ティンバーウルブズのアシスタントコーチを務めた。2019年1月6日にトム・シボドーが解雇された後、5月20日にウルブズは、サンダースと複数年契約に合意し、リーグで最年少のヘッドコーチになった。

## HC成績
| チーム | シーズン | G   | W  | L  | W–L% | シーズン結果       | PG | PW | PL | PW–L% | 最終結果           |
| ------ | -------- | --- | -- | -- | ---- | ------------------ | -- | -- | -- | ----- | ------------------ |
| MIN    | 2018–19  | 42  | 17 | 25 | .405 | ノースウェスト 5位 | —  | —  | —  | —     | プレーオフ出場無し |
| MIN    | 2019–20  | 64  | 19 | 45 | .297 | ノースウェスト 5位 | —  | —  | —  | —     | プレーオフ出場無し |
| Career | Career   | 106 | 36 | 70 | .340 |                    | —  | —  | —  | —     |                    |